# Dikter mellan djur och gud
Dikter mellan djur och gud är en diktsamling av Artur Lundkvist utgiven 1944.
Dikterna skrevs under andra världskriget och anknyter till viss del till fyrtiotalismens lyrik. Lundkvist betecknade dem själv som "en del av mina mest grubbeltyngda och dystra dikter".
Boken är illustrerad av konstnären Adja Yunkers.